# Pedro Alba
Pedro Alba Miguel (Santander, Cantabria, España, 13 de mayo de 1955) es un exfutbolista español. Jugaba de portero y su primer equipo fue el San Roque de España. Fue entrenador de porteros del Racing de Santander.

## Trayectoria
Se inició con el San Roque, luego pasó al Peñacastillo y Toluca (todos en categorías inferiores), siendo seleccionado juvenil por Cantabria.
En la temporada 1972-1973 fichó por el Racing de Santander y formó en el equipo conocido como 'el de los bigotes' consiguiendo el ascenso a primera.
Tras esa primera temporada en el Racing, fue cedido al filial de Tercera División (Rayo Cantabria. Fue repescado de cara a la campaña 1974-75, en la que el Racing logró de nuevo el ascenso a Primera, y la siguiente temporada se fue cedido a la Gimnástica.
Después de esas dos cesiones volvió de nuevo al Racing de Santander, donde permaneció hasta la temporada 1988-1989. Disputó 128 partidos en Primera todos con el Racing de Santander y en total más de 300 entre Primera y Segunda División, en la temporada 1984-1985 fue declarado mejor jugador español y fue nombrado mejor portero de la Liga Española.
En la temporada 1989-1990 colgó las botas para ser segundo entrenador como ayudante de Pachín.
Posteriormente dirigió al juvenil (1991-1994), Selaya (1993-1994) y Pontejos (1994-1996).
Regresó al Racing de Santander en 1996 como entrenador de porteros. Dimitió de su puesto el día 17 de septiembre de 2012, por problemas con el cuerpo técnico.